# Вилађо Палмас
Вилађо Палмас (итал. Villaggio Palmas) је насеље у Италији у округу Карбонија-Иглесијас, региону Сардинија.
Према процени из 2011. у насељу је живело 349 становника. Насеље се налази на надморској висини од 17 м.